# 1411 az irodalomban
Az 1411. év az irodalomban.

## Születések
- 1411 körül – Juan de Mena spanyol író, a reneszánsz egyik előfutára a spanyol irodalomban († 1456)